# Schwarzwaldzoo Waldkirch
Koordinaten: 48° 5′ 15,3″ N, 7° 57′ 30,7″ O
Der Schwarzwaldzoo Waldkirch ist ein Zoo mit einer Fläche von rund fünf Hektar. Er beherbergt etwa 55 verschiedene Tierarten. Eine Besonderheit des Zoos ist seine Hanglage, wodurch Ausblicke auf die Stadt Waldkirch und die gegenüber gelegene Kastelburg ermöglicht werden.

## Infrastruktur

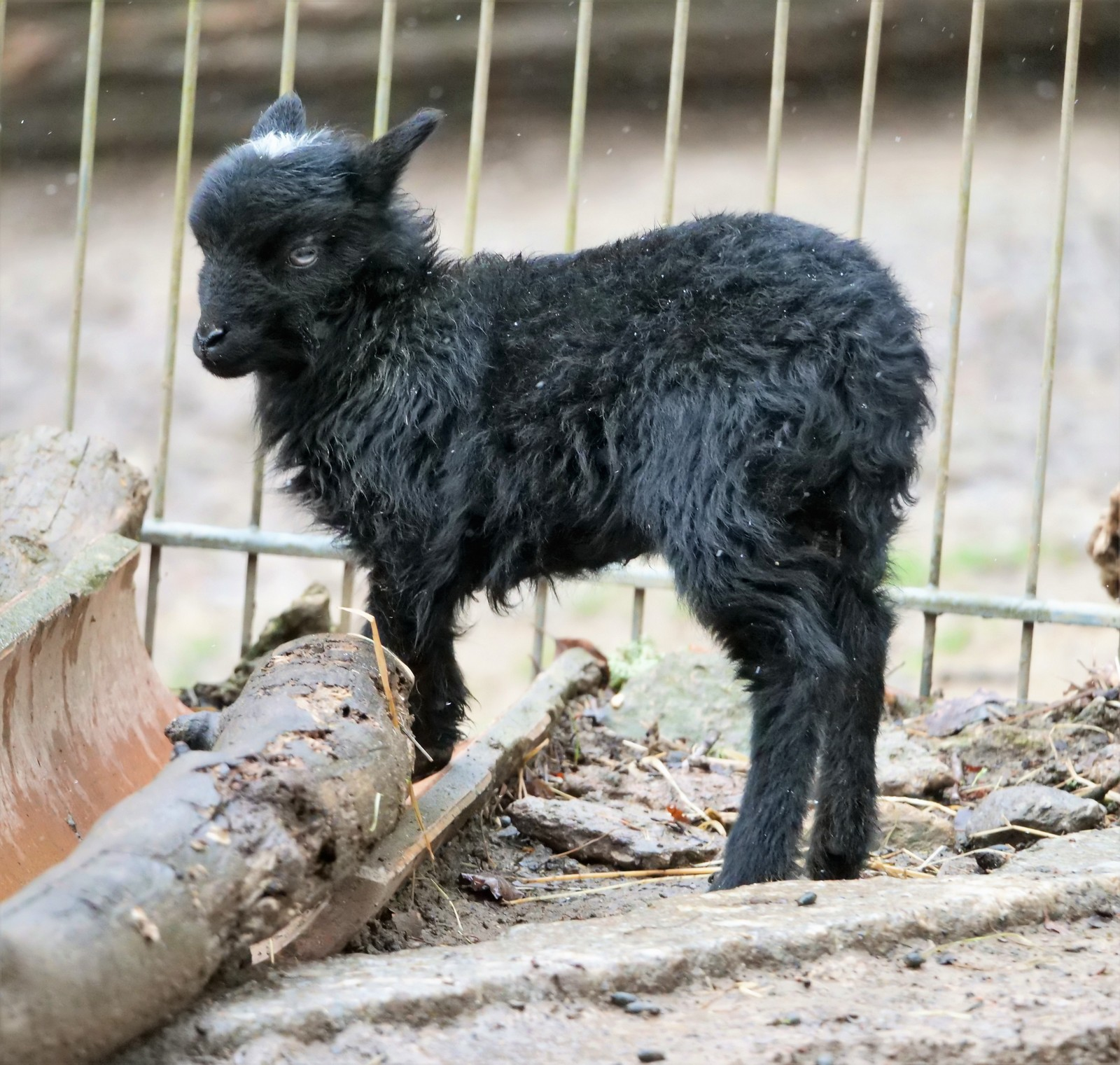
Ouessantlamm 2022

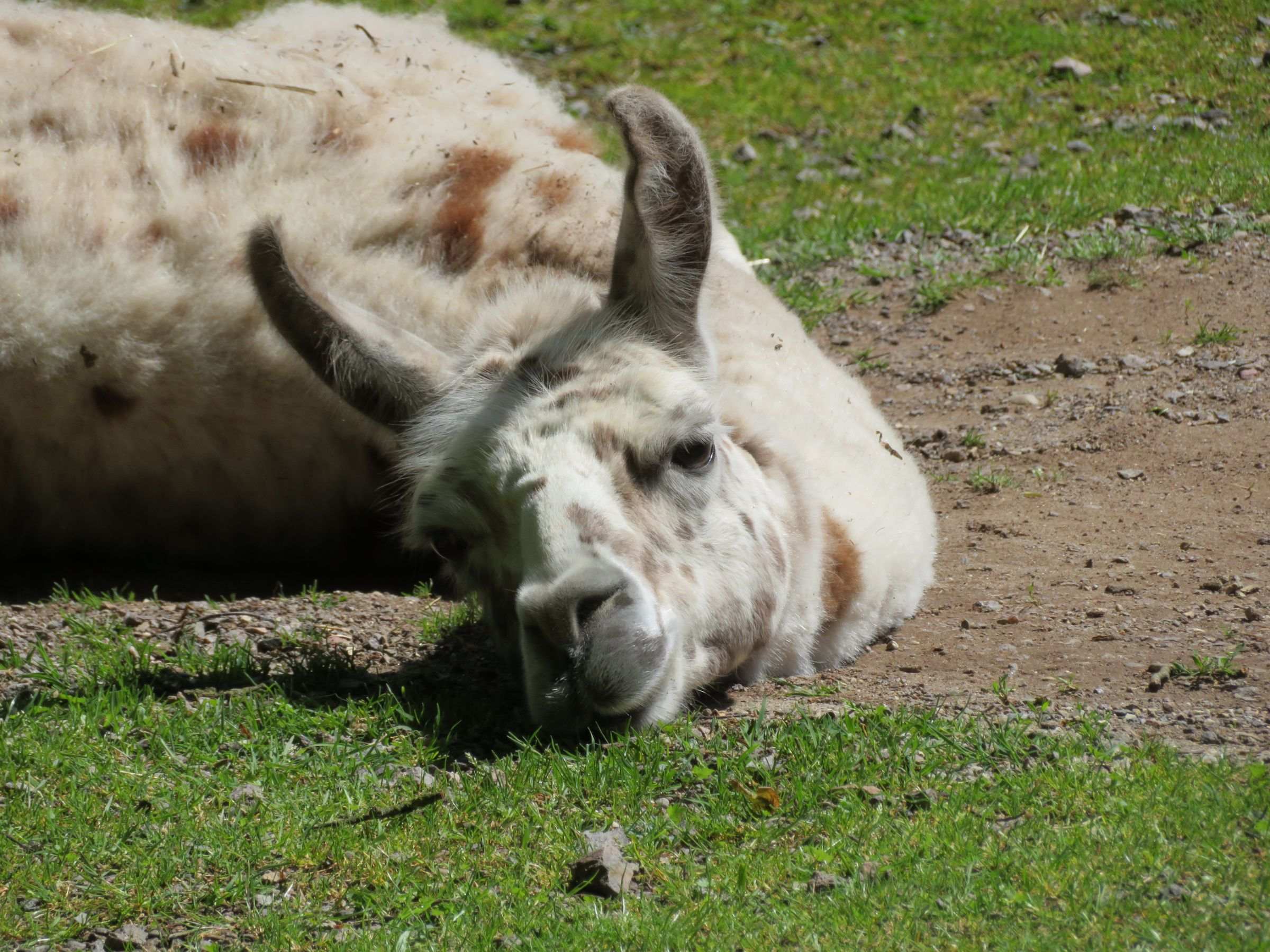
Lama

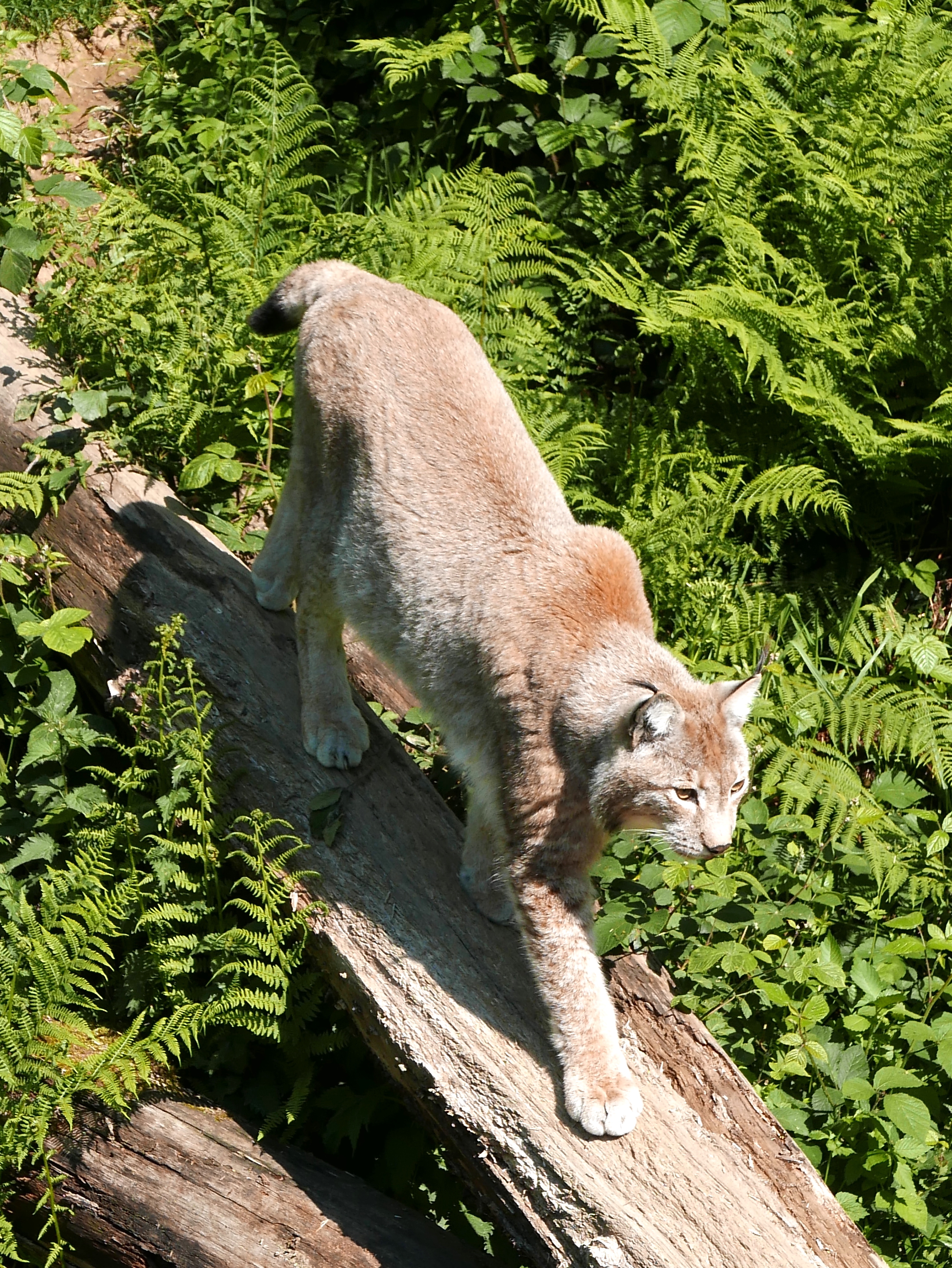
Europäischer Luchs

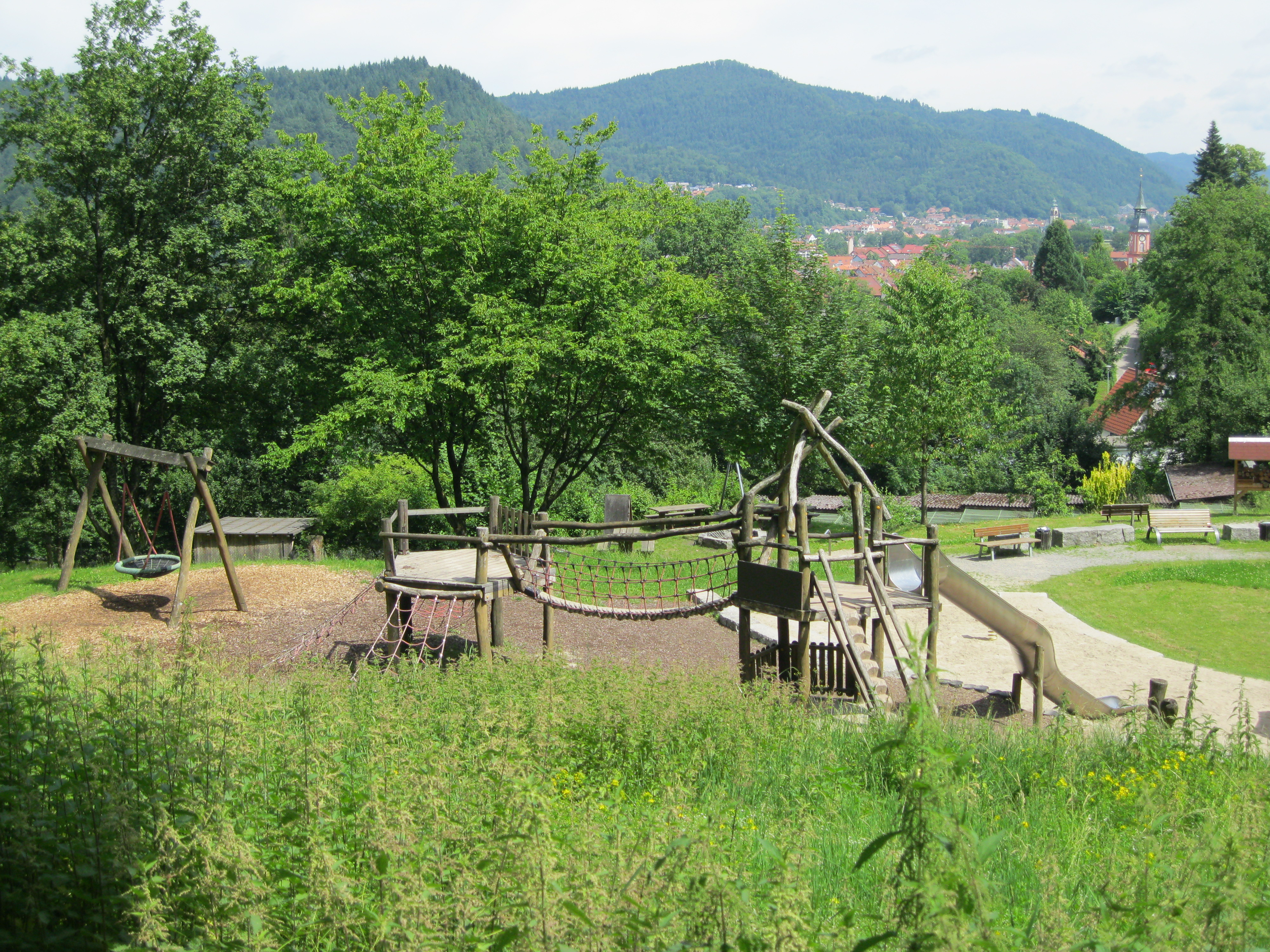
Spielarena im Zoo

Im Schwarzwaldzoo gibt es fast ausschließlich Außengehege sowie einen kleinen Teich, die durch einen circa 830 Meter langen Rundweg zu erreichen sind. In den offenen Gehegen werden Steinböcke, Walliser Ziegen, Sikahirsche, Esel, Lamas und Alpakas gehalten. Zahlreiche Vogelvolieren und kleinere Tiergehege bieten weitere Ersatzlebensräume. Im Zentrum des Zoos befindet sich ein großer Spielplatz mit Sitz- und Picknickmöglichkeiten sowie Imbisswagen, der in Ferien und an Wochenenden geöffnet hat, sowie ein Grillplatz. Neben der Spielarena liegt der Streichelzoo, in dem Zwergziegen und Ouessantschafe gefüttert werden können. Vereinzelte Sitzbänke und kleinere Holzhütten sind über den ganzen Zoo verteilt. Vom neuerrichteten Steg im weitläufigen Waschbärengehege kann man direkt in das angrenzende Luchsgehege blicken.

## Zoogeschichte
Ein Paar Karpaten-Uhus, welche der Stadt Waldkirch im Dezember 1956 gespendet wurden, bildete den Grundstock für ein Tiergehege, das am 30. Mai 1957 eröffnet und bis 1980 durch einen Pächter betrieben wurde. Nach umfangreichen Umbauarbeiten, die auf einem Konzept des damaligen Direktors des Tiergartens Heidelberg, Dieter Poley, basierten, eröffnete der Schwarzwaldzoo wieder am 16. April 1982 und wurde seither durch die Stadt Waldkirch betrieben. Seit dem 1. Januar 2013 ist der Schwarzwaldzoo an den Freundeskreis Schwarzwaldzoo verpachtet.

## Tierbestand
| Tierordnung                    | Art                                | Lateinischer Name               |
| Vögel insgesamt 23             | Vögel insgesamt 23                 | Vögel insgesamt 23              |
| ------------------------------ | ---------------------------------- | ------------------------------- |
| Eulen                          |                                    |                                 |
| Bartkauz                       | Strix nebulosa                     |                                 |
| Europäischer Uhu               | Bubo bubo bubo                     |                                 |
| Steinkauz                      | Athene noctua                      |                                 |
| Fleckenuhu                     | Bubo africanus                     |                                 |
| Schneeeule                     | Bubo scandiacus                    |                                 |
| Waldkauz                       | Strix aluco                        |                                 |
| Schleiereule                   | Tyto alba                          |                                 |
| Falkenartige                   | Buntfalke                          | Falco sparverius                |
| Pelecaniformes                 |                                    |                                 |
| Waldrapp                       | Geronticus eremita                 |                                 |
| Graureiher                     | Ardea cinerea                      |                                 |
| Hühnervögel                    |                                    |                                 |
| Sundheimer Huhn                | Gallus gallus domesticus           |                                 |
| Antwerpener Bartzwerg          | Gallus gallus domesticus           |                                 |
| Seidenhuhn                     | Gallus gallus domesticus           |                                 |
| Goldfasan                      | Chrysolophus pictus                |                                 |
| Diamantfasan                   | Chrysolophus amherstiae            |                                 |
| Blauer Pfau                    | Pavo cristatus                     |                                 |
| Entenvögel                     |                                    |                                 |
| Kanadagans                     | Branta canadensis                  |                                 |
| Laufente                       | Anas platyrhynchos f. domestica    |                                 |
| Störche                        |                                    |                                 |
| Weißstorch                     | Ciconia ciconia                    |                                 |
| Papageien                      |                                    |                                 |
| Halsbandsittich                | Psittacula krameri                 |                                 |
| Pennantsittich                 | Platycercus elegans                |                                 |
| Rheiformes                     |                                    |                                 |
| Nandu                          | Rhea americana                     |                                 |
| Casuariiformes                 |                                    |                                 |
| Emu                            | Dromaius novaehollandiae           |                                 |
| Reptilien insgesamt 6          |                                    |                                 |
| Schildkröten                   |                                    |                                 |
| Rotwangenschmuckschildkröte    | Trachemys scripta elegans          |                                 |
| Gelbwangenschmuckschildkröte   | Trachemys scripta scripta          |                                 |
| Griechische Landschildkröte    | Testudo hermanni                   |                                 |
| Gewöhnliche Klappschildkröte   | Kinosternon subrubrum              |                                 |
| Gewöhnliche Moschusschildkröte | Sternotherus odoratus              |                                 |
| Mississippi-Höckerschildkröte  | Graptemys pseudogeographica kohnii |                                 |
| Säugetiere insgesamt 19        |                                    |                                 |
| Paarhufer                      |                                    |                                 |
| Alpensteinbock                 | Capra ibex                         |                                 |
| Vietnamesischer Sikahirsch     | Cervus nippon pseudaxis            |                                 |
| Walliser Schwarzhalsziege      | Capra aegagrus hircus              |                                 |
| Westafrikanische Zwergziege    | Capra aegagrus hircus              |                                 |
| Ouessantschaf                  | Ovis orientalis aries              |                                 |
| Minischwein                    | Sus scrofa domestica               |                                 |
| Alpaka                         | Vicugna pacos                      |                                 |
| Lama                           | Lama glama                         |                                 |
| Unpaarhufer                    |                                    |                                 |
| Hausesel                       | Equus asinus asinus                |                                 |
| Raubtiere                      |                                    |                                 |
| Europäischer Nerz              | Mustela lutreola                   |                                 |
| Südamerikanischer Nasenbär     | Nasua nasua                        |                                 |
| Eurasischer Luchs              | Lynx lynx                          |                                 |
| Waschbär                       | Procyon lotor                      |                                 |
| Frettchen                      | Mustela putorius furo              |                                 |
| Rotfuchs                       | Vulpes vulpes                      |                                 |
| Nagetiere                      |                                    |                                 |
| Zwergmaus                      | Micromys minutus                   |                                 |
| Gewöhnlicher Degu              | Octodon degus domestica            |                                 |
| Hausmeerschweinchen            | Cavia porcellus                    |                                 |
| Hasenartige                    | Zwergkaninchen                     | Oryctolagus cuniculus domestica |
| Insekten insgesamt 1           |                                    |                                 |
| Bienen                         | Westliche Honigbiene               | Apis mellifica                  |